# آذربایجان، جزء لاینفک ایران

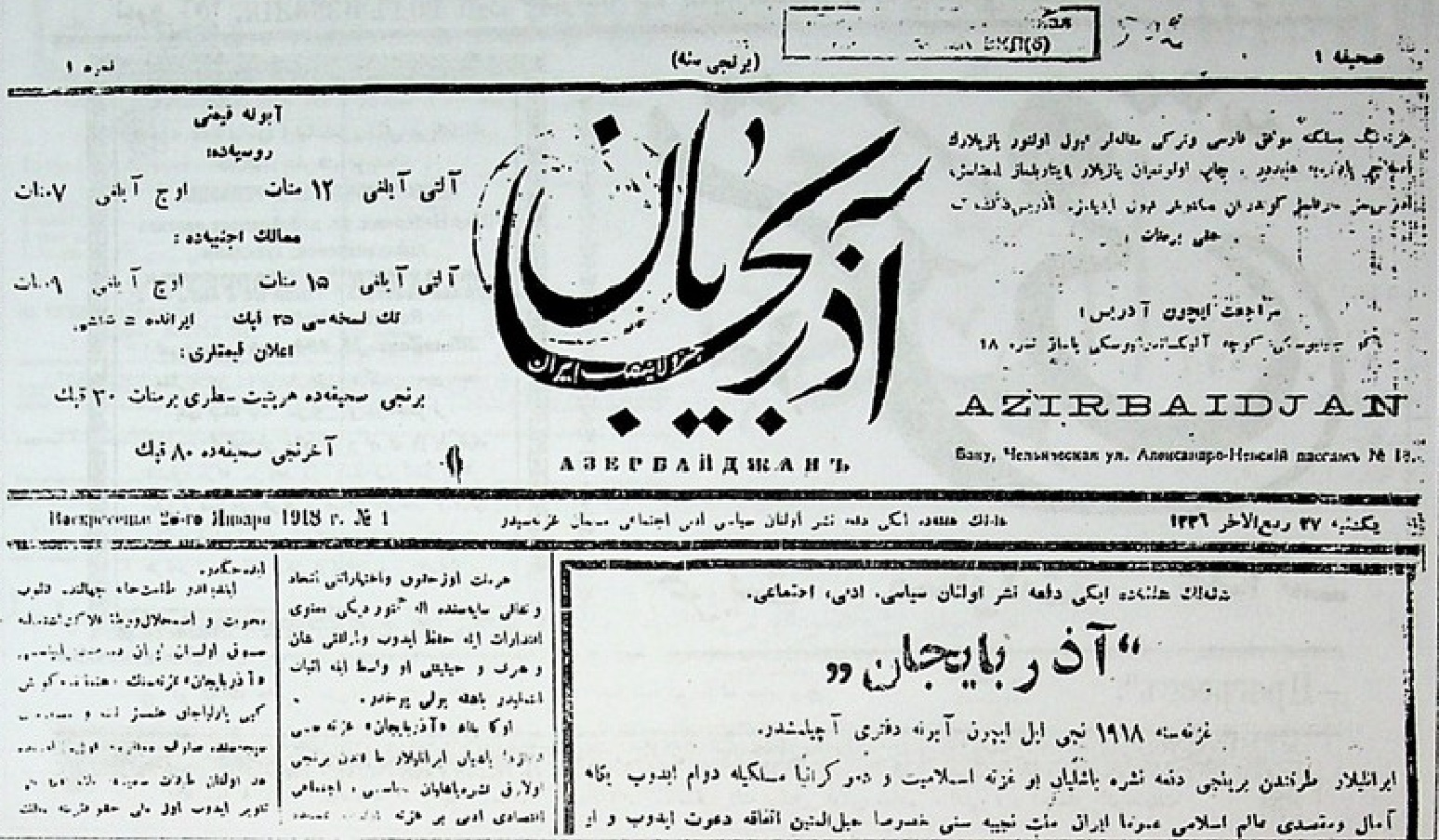
نمونه سربرگ روزنامه

آذربایجان، جزء لاینفک ایران نخستین روزنامه‌ای بود که توسط ایرانیان مقیم قفقاز، در ۲۸ ژانویه ۱۹۱۸ توسط فرقه دموکرات ایران (شاخه باکو) منتشر می‌شد. داخل حرف «ن» کلمه «آذربایجان» در صفحه اول روزنامه، عبارت «جزء جدایی‌ناپذیر» برای تأکید بر «وحدت، همبستگی و انسجام بین ایرانی‌های قفقاز و سرزمین ایران» جای گرفته بود.
مدیر این روزنامه ف. علیقلی زاده از ایرانیان عشق آباد بود و نویسندگانی هم چون حسن محسن زاده، ع. عبدالله زاده، ع. جلیل‌زاده سلماسی، سید جعفر پیشه‌وری، غلام حسین تقی‌زاده، حسن ضیا، ر. عباس‌زاده مراغة، تقی آقازاده، رحیم زاده عاصی، عبدالرحیم یوسف زاده قرباغی، میرزا علی آخوند زاده، سید ش. غلام حسین‌زاده، غ. تبریزی، حسن صادقی، یوسف حاجی زاده از نویسندگان آن بودند.
مجموعه کامل این روزنامه در پژوهشکده بین‌المللی تاریخ اجتماعی موجود است.